# Il bello, il brutto, il cretino
Il bello, il brutto, il cretino è un film del 1967 diretto da Giovanni Grimaldi. Il film è la parodia de Il buono, il brutto, il cattivo diretto da Sergio Leone.

## Trama
Franco è un cacciatore di taglie, mentre Ciccio è un bandito. Con la complicità di Ciccio, Franco lo consegna agli sceriffi dei vari villaggi che incrociano per il loro cammino, riscuote la taglia e, quando Ciccio sta per essere impiccato, lo salva sparandogli sul cappio. Un giorno però, a Franco trema la mano e, avendo paura di colpirlo, lascia che Ciccio soccomba all'impiccagione. Credendo il compagno morto, Franco cerca di dimenticare la perdita dell'amico giocando a poker al saloon. Qui, barando, vince un'ingente somma di denaro che attira Fabienne, un'entraineuse del saloon. I due si concedono due chiacchiere in privato e, mentre Franco abbraccia la donna, lei gli punta una pistola dietro la schiena, in quanto vuole i soldi vinti da Franco. Questi cerca di riprendersi i soldi rigiocando a poker, ma perde tutto. Uscendo dal saloon, non si accorge che Ciccio è seduto sul suo cavallo e che non è affatto morto. È riuscito a salvarsi grazie al collare di Santa Rosalia.
Ciccio vuole vendicarsi di Franco per averlo lasciato quasi a morire e lo porta nel deserto affinché la grande calura e la sete faccia implorare Franco di abbreviare le sue sofferenze con un colpo di pistola. Mentre vagano per il deserto i due incontrano un sergente sudista il quale confida loro, in punto di morte, il luogo dove è sepolto un tesoro. I due però conoscono ognuno solo metà delle indicazioni per il prezioso recupero: Ciccio conosce il nome del cimitero, mentre Franco conosce il nome della tomba. I due tornano a diventare soci al cinquanta per cento, e si mettono sulle tracce del bottino. Non sanno però che a desiderare quei dollari c'è anche un altro personaggio: il Bello.
Inizialmente, vengono fatti prigionieri dell'esercito sudista, poi sono arruolati come volontari per una missione nell'esercito nordista, dopo queste peripezie i due compari raggiungono il cimitero. Qui però vengono intercettati dal Bello, che recupera la cassa piena di dollari. Ma proprio quando il Bello sta per montare a cavallo, viene sopraffatto da Fabienne, che scappa coi dollari. Rimasti tutti e tre stupiti, su idea del Bello decidono di formare un trio, con Ciccio e Franco come Wanted, e il Bello come bounty killer.